# Marco Abbruzzese
Marco Abbruzzese (Genova, 10 agosto 2002) è uno sciatore alpino italiano.

## Biografia
Specialista delle prove veloci originario di Genova e attivo dal novembre del 2018, Abbruzzese ha esordito in Coppa Europa il 13 febbraio 2019 a Sarentino in discesa libera (76º)e ha partecipato ai III Giochi olimpici giovanili invernali di Losanna 2020; ai Mondiali juniores di Panorama 2022 ha vinto la medaglia d'argento nella combinata e a quelli di Sankt Anton am Arlberg 2023 ha conquistato la medaglia d'oro nella combinata a squadre. Ha debuttato in Coppa del Mondo il 18 febbraio 2024 a Kvitfjell in supergigante (52º); nella medesima specialità in Coppa Europa ha conquistato il primo podio, il 20 gennaio 2025 a Reiteralm (2º), e la prima vittoria, il 22 febbraio seguente a Bjelašnica. Non ha preso parte a rassegne olimpiche o iridate.

## Palmarès

### Mondiali juniores
- 2 medaglie:
  - 1 oro (combinata a squadre a Sankt Anton am Arlberg 2023)
  - 1 argento (combinata a Panorama 2022)

### Coppa Europa
- Miglior piazzamento in classifica generale: 9º nel 2025
- 2 podi:
  - 1 vittoria
  - 1 secondo posto

#### Coppa Europa - vittorie
| Data             | Località   | Paese                | Specialità |
| ---------------- | ---------- | -------------------- | ---------- |
| 22 febbraio 2025 | Bjelašnica | Bosnia ed Erzegovina | SG         |

Legenda:

SG = supergigante

### Campionati italiani
- 1 medaglia:
  - 1 bronzo (combinata nel 2022)